# Canta Maria
Canta Maria é um filme brasileiro de 2006, do gênero drama |histórico, escrito e dirigido por Francisco Ramalho Jr. baseado no romance Os Desvalidos, de Francisco J. C. Dantas.

## Sinopse
A história se passa nos anos 30, no sertão nordestino. Na luta entre a volante (polícia) e os cangaceiros de Lampião, uma jovem perde seus pais e vai morar com seu tio.

## Elenco
- Vanessa Giácomo .... Maria
- Marco Ricca.... Filipe
- Edward Boggiss.... Coriolano
- José Wilker .... Lampião
- Rodrigo Penna.... Louquinho
- Aloísio de Abreu.... soldado de bigode
- Tião d'Ávila.... tio de Maria
- Neusa Maria Faro.... tia de Maria
- Francisco Carvalho.... Zé Fernandes
- Eliete Cigarini.... mãe de Maria